# Mario Canedo

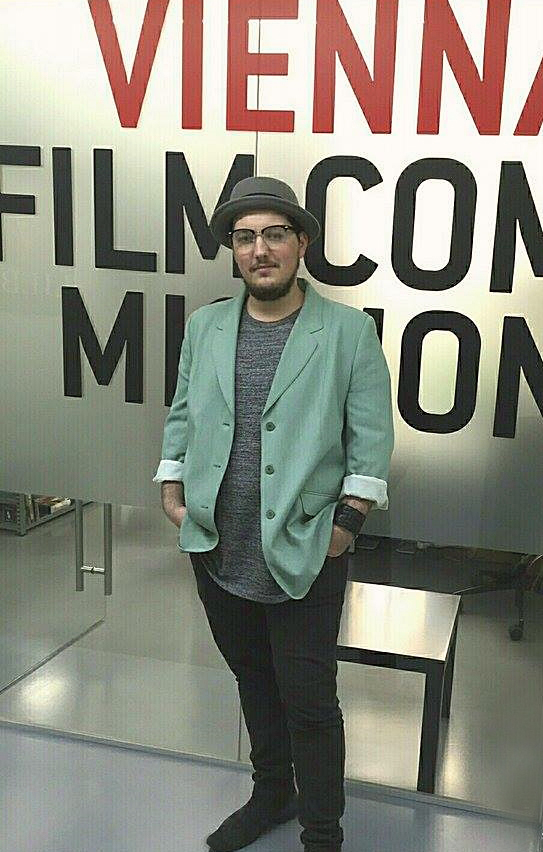
Mario Canedo, 2015

Mario Canedo (* 14. März 1990 in Wien) ist ein österreichischer Schauspieler, Autor und Synchronsprecher. Er wirkte in deutschen und österreichischen Fernsehserien sowie zahlreichen Kinofilmen mit.

## Leben
Zwischen 2004 und 2009 besuchte Mario Canedo die Hotelfachschule in Wien. Canedo absolvierte seine Schauspielausbildung u. a. privat bei Karlheinz Hackl. Am Vienna Konservatorium schloss er 2013 seine Ausbildung ab. Mario Canedo ist Mitglied der Akademie des Österreichischen Films, der Deutschen Akademie für Fernsehen, dem Österreichischen Drehbuchverband und ist seit 2016 jüngstes Vorstandsmitglied im Verband der Österreichischen FilmschauspielerInnen (VÖFS).

## Filmografie (Auswahl)
- 2024: Biester (Fernsehserie)
- 2023: Der Schatten (Fernsehserie)
- 2022: Der Tod kommt nach Venedig (Fernsehfilm)
- 2021: Rotzbub – Harald Sicheritz[4]/Santiago López Jover, Marcus H. Rosenmüller (Kino, 3D-Animationsfilm)
- 2019: Valses de Vienne  – Marc Fitoussi (Kino, Thriller, Frankreich/Belgien)
- 2019: Wie ich lernte, bei mir selbst Kind zu sein – Rupert Henning (Kino)
- 2017: Für dich dreh ich die Zeit zurück –  Nils Willbrandt (ORF, ARD)
- 2017: Schnell ermittelt (Fernsehserie, ORF)
- 2017: SOKO Donau – 3,2,1...Mord (Fernsehserie, ORF, ZDF)
- 2017: Monaco 110 (TV, ARD)
- 2016: SOKO Kitzbühel – Bling bling tot (Fernsehserie, ORF, ZDF)
- 2016: SOKO München – In the Ghetto (Fernsehserie, ZDF)
- 2015: SOKO 5113 (Fernsehserie, ZDF)
- 2015: SOKO Köln (Fernsehserie, ZDF)
- 2015: Tatort: Grenzfall
- 2014: Die Detektive (Fernsehserie, ORF)
- 2014: München 7 (Fernsehserie, ARD)
- 2013: CopStories – Bist du deppert (Fernsehserie, ORF)

## Auszeichnungen
- 2015 wurde Mario Canedo vom österreichischen Magazin TV-Media zum Shootingstar 2015 nominiert.
- 2016 saß Mario Canedo in der Österreichischen Jury der 89th Academy Awards for Best Foreign Language Film (Auslandsoscar).